# Ansar al-Shari'a (Libia)
Anṣār al-Sharīʿa in Libia, ASL (in arabo أنصار الشريعة بليبيا‎?, Anṣār al-Sharīʿa bi-Lībīya, ossia "Ausiliari della Sharīʿa in Libia") è una formazione terroristica armata jihadista e takfirista araba sunnita.

L'organizzazione, legata ad al-Qāʿida e nata nel 2011 ed è diventata operativa dal giugno del 2012.
Tra i suoi leader iniziali si ricordano Khālid al-Madanī

Muḥammad al-Zahāwī (ucciso)
La sua base principale è a Benghazi e dispone di 4 500–5 000 militanti circa
In precedenza era nota come Brigata dei martiri del 17 febbraio
Brigata Abū ʿUbayda ibn al-Jarrāḥ
Brigata Malik
Tra i suoi alleati vanta:
1. Anṣār al-Sharīʿa di Tunisia
2. Gruppo salafita per la predicazione e il combattimento[8]
3. Scudo della Libia 1
4. Brigata Rafallah al-Sahati[8]
5. Brigata dei martiri Abu Salim.

Fino al gennaio 2015 il suo "Amīr" è stato Muhammad al-Zahawi.